# هاينز أرنولد
هاينز أرنولد (بالألمانية: Heinz Arnold) (و. 1920 – 2000 م) هو سياسي، من ألمانيا، توفي في كيمنتس، عن عمر يناهز 80 عاماً.

## مناصب
تولى منصب عضو في مجلس الشعب ‏.

## جوائز
حصل على جوائز منها:
- نيشان كارل ماركس
- ترتيب الاستحقاق الوطني الذهبي.